# قمين

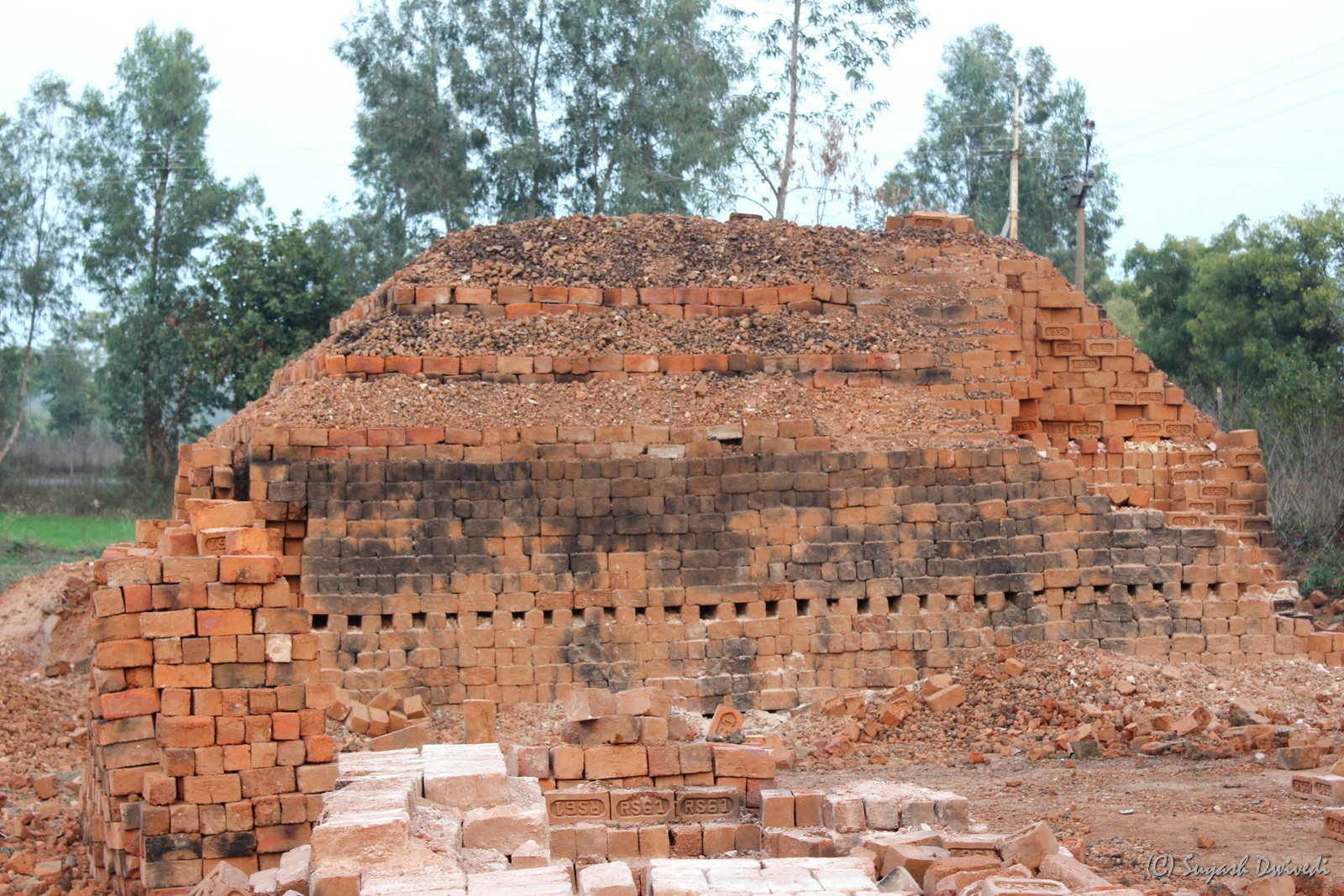
قمين لتحضير الآجر في الهند

القمين (ملاحظة 1) هو نوع من أنواع الأفران الأولية، التي تكون على شكل حجرات معزولة، والتي توقد فيها النار لإتمام بعض العمليات، مثل عمليات التقسية والتجفيف أو بعض التفاعلات الكيميائية.
استخدمت القمائن منذ القدم لتحضير الفخار والآجر. يستخدم نوع من أنواع القمائن وهو القمين الدوار في العمليات الكيميائية الحرارية مثل التكليس.

## هوامش
ملاحظة القمين أو الأتون 